# 青葉台 (横浜市)
青葉台（あおばだい）は、神奈川県横浜市青葉区の地名。現行行政地名は青葉台一丁目及び青葉台二丁目。住居表示未実施区域。

## 地理
青葉区西部に位置する。東はもえぎ野、西は榎が丘・松風台、南はしらとり台・つつじが丘、北は桜台と接している。東急田園都市線青葉台駅が置かれ、駅周辺は区内最大の商業地となっている。また、そのことから多くのバス路線が乗り入れており、南部には国道246号が通っている。
青葉台一丁目に東急田園都市線青葉台駅、青葉台郵便局、田園青葉台団地、三菱UFJ銀行青葉台駅前支店、三井住友銀行青葉台支店、みずほ銀行青葉台支店、青葉台二丁目に市立青葉台中学校、三菱UFJ信託銀行青葉台支店、三井住友信託銀行青葉台コンサルティングオフィス・コンサルプラザ青葉台駅前、横浜銀行青葉台支店、りそな銀行たまプラーザ支店青葉台出張所がある。また、青葉台一丁目から青葉台二丁目にかけて青葉台東急スクエアがあり、フィリアホールが設置されている。

### 地価
住宅地の地価は、2025年（令和7年）1月1日の公示地価によれば、青葉台1丁目21番22の地点で39万2000円/m²となっている。

## 歴史

### 地名の由来
東急の多摩田園都市開発に関して、開発前の一帯が草木が生い茂る広々とした台地であったことから、田園都市のコンセプトでもある自然と人間の調和の末永きを願い、「青葉台」と名づけられた瑞祥地名。 開発を行う前この付近は、松・檜・杉などが多く、四季を通じて緑と太陽の豊かな町であった。

### 沿革
- 1868年（慶応4年）6月17日（旧暦） - 廃藩置県により神奈川府を設置。神奈川府都筑郡恩田村となる。
- 1868年（明治元年）9月21日（旧暦） - 神奈川府が神奈川県となり、神奈川県都筑郡恩田村となる。
- 1872年（明治5年）10月10日（旧暦） - 大区小区制に伴い第6大区7小区に属す。
- 1878年（明治11年）7月22日 - 郡区町村編制法の制定に伴い、神奈川県都筑郡恩田村となる。
- 1889年（明治22年） - 町村制施行に伴い、都筑郡長津田村、奈良村と合併し、都筑郡田奈村大字恩田となる。
- 1939年（昭和14年）4月1日 - 横浜市に編入し、新市域の一部より港北区となる。また、大字が町となり、横浜市港北区恩田町となる。
- 1967年（昭和42年）5月5日 - 土地区画整理事業（恩田第二）[7]に伴い、恩田町の一部より青葉台一丁目・青葉台二丁目を新設。横浜市港北区青葉台一丁目・青葉台二丁目となる[8]。
- 1969年（昭和44年）10月1日 - 港北区から緑区が分区。横浜市緑区青葉台一丁目・青葉台二丁目となる[9]。
- 1994年（平成6年）11月6日 - 港北区と緑区を再編し、青葉区と都筑区を新設。横浜市青葉区青葉台一丁目・青葉台二丁目となる[10]。

### 町名の変遷
| 実施後       | 実施年月日               | 実施前（各町名ともその一部） |
| ------------ | ------------------------ | ---------------------------- |
| 青葉台一丁目 | 1967年（昭和42年）5月5日 | 恩田町の一部                 |
| 青葉台二丁目 | 1967年（昭和42年）5月5日 | 恩田町の一部                 |

## 世帯数と人口
2025年（令和7年）6月30日現在（横浜市発表）の世帯数と人口は以下の通りである。
| 丁目         | 世帯数    | 人口    |
| ------------ | --------- | ------- |
| 青葉台一丁目 | 2,179世帯 | 3,992人 |
| 青葉台二丁目 | 2,541世帯 | 5,677人 |
| 計           | 4,720世帯 | 9,669人 |

### 人口の変遷
国勢調査による人口の推移。
| 年                 | 人口  |
| ------------------ | ----- |
| 1995年（平成7年）  | 9,122 |
| 2000年（平成12年） | 8,604 |
| 2005年（平成17年） | 8,276 |
| 2010年（平成22年） | 8,497 |
| 2015年（平成27年） | 9,465 |
| 2020年（令和2年）  | 9,452 |

### 世帯数の変遷
国勢調査による世帯数の推移。
| 年                 | 世帯数 |
| ------------------ | ------ |
| 1995年（平成7年）  | 3,860  |
| 2000年（平成12年） | 3,805  |
| 2005年（平成17年） | 3,750  |
| 2010年（平成22年） | 3,869  |
| 2015年（平成27年） | 4,270  |
| 2020年（令和2年）  | 4,473  |

## 学区
市立小・中学校に通う場合、学区は以下の通りとなる（2024年11月時点）。
| 丁目         | 番地       | 小学校               | 中学校               |
| ------------ | ---------- | -------------------- | -------------------- |
| 青葉台一丁目 | 1〜11番地  | 横浜市立榎が丘小学校 | 横浜市立青葉台中学校 |
| 青葉台一丁目 | 12番地以降 | 横浜市立青葉台小学校 | 横浜市立青葉台中学校 |
| 青葉台二丁目 | 7番地以降  | 横浜市立青葉台小学校 | 横浜市立青葉台中学校 |
| 青葉台二丁目 | 1〜6番地   | 横浜市立榎が丘小学校 | 横浜市立青葉台中学校 |

## 事業所
2021年（令和3年）現在の経済センサス調査による事業所数と従業員数は以下の通りである。
| 丁目         | 事業所数  | 従業員数 |
| ------------ | --------- | -------- |
| 青葉台一丁目 | 275事業所 | 3,025人  |
| 青葉台二丁目 | 425事業所 | 4,918人  |
| 計           | 700事業所 | 7,943人  |

### 事業者数の変遷
経済センサスによる事業所数の推移。
| 年                 | 事業者数 |
| ------------------ | -------- |
| 2016年（平成28年） | 723      |
| 2021年（令和3年）  | 700      |

### 従業員数の変遷
経済センサスによる従業員数の推移。
| 年                 | 従業員数 |
| ------------------ | -------- |
| 2016年（平成28年） | 7,728    |
| 2021年（令和3年）  | 7,943    |

## 施設
- 東急田園都市線青葉台駅
- 横浜市立青葉台中学校
- 青葉警察署 青葉台駅前交番
- 青葉台郵便局
- 田園青葉台団地
- 青葉台東急スクエア
  - フィリアホール
- 三菱UFJ銀行青葉台駅前支店
- 三井住友銀行青葉台支店
- みずほ銀行青葉台支店
- 三菱UFJ信託銀行青葉台支店
- 三井住友信託銀行青葉台コンサルティングオフィス・コンサルプラザ青葉台駅前
- 横浜銀行青葉台支店
- りそな銀行たまプラーザ支店青葉台出張所
- 青葉台公園
- 青葉台第二公園
- 青葉台第三公園
- 青葉区地域子育て支援拠点 ラフール

## その他

### 日本郵便
- 郵便番号 : 227-0062[3]（集配局：青葉郵便局[20]）

### 警察
町内の警察の管轄区域は以下の通りである。
| 丁目         | 番・番地等 | 警察署     | 交番・駐在所   |
| ------------ | ---------- | ---------- | -------------- |
| 青葉台一丁目 | 全域       | 青葉警察署 | 青葉台駅前交番 |
| 青葉台二丁目 | 全域       | 青葉警察署 | 青葉台駅前交番 |